# Зюсен
Зюсен (нем. Süßen) — город в Германии, в земле Баден-Вюртемберг. 
Подчинён административному округу Штутгарт. Входит в состав района Гёппинген.  Население составляет 9934 человека (на 31 декабря 2010 года). Занимает площадь 12,78 км². Официальный код  —  08 1 17 049.
Впервые упоминался в кодексе Lorsch codex под названием Siezun  в 1071 году.
Статус города получен в 1996 году.

## Население
| Год  | Население |
| ---- | --------- |
| 1837 | 1440      |
| 1907 | 2425      |
| 1939 | 3925      |
| 1950 | 5946      |
| 1970 | 8258      |
| 1983 | 8433      |
| 2007 | 10254     |